# Nachts im Museum: Das geheimnisvolle Grabmal
Nachts im Museum: Das geheimnisvolle Grabmal (Originaltitel: Night at the Museum: Secret of the Tomb) ist ein US-amerikanischer Spielfilm des Regisseurs Shawn Levy aus dem Jahr 2014, der damit seine Filme Nachts im Museum und Nachts im Museum 2 fortsetzte. In dem dritten Teil des Franchises verschlägt es Nachtwächter Larry Daley ins British Museum in London, wo die magische Tafel von Ahkmenrah erneut unterschiedlichste Museumsstücke zum Leben erweckt. In den Hauptrollen sind Ben Stiller,  Robin Williams  und Dan Stevens  zu sehen, in Nebenrollen unter anderem Owen Wilson, Ricky Gervais und Ben Kingsley.

## Handlung
Im New Yorker American Museum of Natural History wird anlässlich der Eröffnung des Planetariums eine Show mit den zum Leben erwachten Exponaten aufgeführt. Nach kurzer Zeit verhalten sich die Figuren seltsam und lösen ein Chaos während der Show aus. Aufgrund dieser Katastrophe muss der Museumsdirektor seinen Stuhl räumen. Der Museumsnachtwächter Larry Daley findet heraus, dass die Tafel des Ahkmenrah, die die Exponate allnächtlich zum Leben erweckt, eine „Fehlfunktion“ hat. In der Hoffnung, dass Ahkmenrahs Eltern, die im Londoner British Museum ausgestellt sind, helfen können, reist Daley mit der Tafel und einigen Freunden sowie seinem Sohn Nick nach London.
Im British Museum schleust Daley alle an der Nachtwächterin vorbei ins Gebäude. Ein Neandertaler soll den Eingang bewachen. Im Gebäude muss sich die Gruppe des Angriffs eines Triceratops-Skeletts erwehren, wobei sie die Hilfe des erwachten Sir Lancelot erhalten. Octavius und Jedediah werden dabei von der Gruppe getrennt und verirren sich im Lüftungssystem. Das Kapuzineräffchen Dexter findet sie und rettet sie vor dem Ausbruch des Vesuvs in der Pompeii-Ausstellung.
Währenddessen übersteht die Gruppe den Kampf gegen einen asiatischen Schlangendämon und gelangt schließlich zum Pharao. Dieser erklärt, dass die Tafel seit zu langer Zeit nicht dem Mondlicht ausgesetzt war und deswegen die Fehlfunktion erleidet. Daley versucht, die Tafel nach draußen ins Mondlicht zu bringen, wird aber von Lancelot aufgehalten, der in der Tafel den wahren Heiligen Gral sieht. Er stiehlt die Tafel und flieht aus dem Museum.
Die Nachtwächterin hat den Neandertaler entdeckt und nimmt ihn und Daley gefangen. Die beiden können fliehen, wobei der Neandertaler die Nachtwächterin bewachen soll. Dabei verlieben sich die beiden.
Daley und der Rest der Gruppe verfolgen Lancelot durch London. In einer Theateraufführung namens „Camelot“ mit Hugh Jackman erkennt Lancelot, dass in dieser Zeit, in der er erwacht ist, vieles nur Fassade ist. Seine Verfolger können ihn auf dem Dach stellen. Aufgrund der Fehlfunktion der Tafel werden die meisten Exponate bewegungsunfähig, und Daley betrauert, dass seine Freunde nun sterben würden. Lancelot erkennt, dass der Gral nicht ein Gegenstand sein muss, sondern wahre Freundschaft im Leben wichtig ist. Er gibt die Tafel an Daley, der sie im Mondlicht reparieren kann. Alle Exponate erwachen wieder zum Leben.
Die Tafel soll zusammen mit Ahkmenrah nun in London bleiben, während der Rest der Gruppe zurück nach New York fliegt, wo sie rechtzeitig vor Sonnenaufgang ankommen und ihre Ausstellungspositionen einnehmen. Erst drei Jahre später erwachen sie wieder, als die Tafel des Ahkmenrah im Rahmen einer Sonderausstellung ins Museum kommt, wo alle eine große Party feiern.

## Hintergrund
Nachts im Museum 3 kam am 18. Dezember 2014 in die deutschen Kinos. In den USA startete der Film einen Tag später, am 19. Dezember 2014.
Es handelt sich um die letzte sichtbare Filmrolle von Robin Williams – anschließend erschien nur noch der Familienfilm Zufällig allmächtig, in dem er einem Hund seine Stimme lieh. Außerdem war es einer der letzten Filme mit Mickey Rooney, dessen Filmkarriere über einen Zeitraum von 88 Jahren 300 Filme umfasste und der wenige Wochen nach dem Dreh seiner Szenen starb. Im Abspann wurde Williams und Rooney der Film gewidmet.
Hugh Jackman und Alice Eve haben im Film einen gemeinsamen Gastauftritt. Sie spielen sich selbst als Hauptdarsteller eines Theaterstücks über die Tafelrunde.
Der Film wird weltweit von 20th Century Fox vertrieben.
2014 wurde bekannt, dass Robin Williams während der Dreharbeiten unter schweren gesundheitlichen Problemen litt. Seine Maskenbildnerin berichtete, dass er an seinen Fähigkeiten zweifelte und häufig weinte.

## Produktion
Die Dreharbeiten zu Nachts im Museum 3 begannen am 27. Januar 2014 und fanden in den jeweiligen Museen sowohl in New York City wie auch in London statt.
Das Budget betrug 127 Millionen US-Dollar. Das weltweite Einspielergebnis betrug rund 363 Millionen US-Dollar.

## Kritiken
Der Film erhielt bisher gemischte Kritiken. Bei Rotten Tomatoes sind 48 % der Kritiken positiv bei insgesamt 87 Kritiken. Das Branchenblatt Variety schrieb, der Film sei „ein insgesamt zufriedenstellendes Ende einer Serie, die weitaus unterhaltsamer war, als anzunehmen“. Der film-dienst urteilte jedoch, der (neue) Schauplatz des Films diene lediglich dazu, „das bewährte Muster der bisherigen Abenteuer in einem anderen Museum abzuspulen“. Das sei „bisweilen witzig und originell inszeniert, erlahmt aber rasch und schleppt sich schematisch dem Finale entgegen“. Frank Schnelle von epd Film kritisierte die unoriginelle Wiederholung des bekannten Schemas in einer anderen Stadt, wobei „die dünne Story […] dabei mehr noch als in den beiden Vorgängern bloß Vorwand für eine mal mehr, mal weniger geglückte Nummernrevue“ sei, „in der sich äußerst verschiedene Humorstrategien aneinander reihen.“

## Fortsetzung
Wie im August 2019 bekannt wurde, soll Disney nach der Übernahme von Fox daran interessiert sein, die Filmreihe für ihren hauseigenen Streamingdienst Disney+ zu rebooten.